# ژاردل کانگا
ژاردل کانگا (انگلیسی: Jardell Kanga؛ زادهٔ ۱۳ دسامبر ۲۰۰۵) بازیکن فوتبال اهل سوئد است که در حال حاضر به صورت قرضی از لورکوزن برای باشگاه فوتبال دی گرافشاپ بازی می‌کند. 
از باشگاه‌هایی که در آن بازی کرده است می‌توان به باشگاه فوتبال دی گرافشاپ اشاره کرد.
وی همچنین در تیم‌های ملی فوتبال زیر ۱۷ و ۱۹ سال سوئد بازی کرده است.